# 황야의 무법자
《황야의 무법자》(荒野의 無法者, 영어: A Fistful of Dollars, 이탈리아어: Per un pugno di dollari, 스페인어: Por un puñado de dólares)는 세르조 레오네 감독의 1964년 이탈리아의 스파게티 웨스턴 영화이다. 클린트 이스트우드, 잔 마리아 볼론테, 마리안 코흐, 울프강 럭치, 지글하르트 럽 등이 출연하였다. 1964년 이탈리아에서, 그 뒤 1967년 미국에서 개봉하였다.
이 영화는 주로 스페인에서 촬영되었다.

## 출연
- 클린트 이스트우드 - 이름없는 사나이(Man with No Name)
- 마리안 코흐 (Marianne Koch) - 마리솔
- 잔 마리아 볼론테 - 로조
- 볼프강 루크스키 (Wolfgang Lukschy) - 존 백스터

## 평가
《황야의 무법자》는 《요짐보》의 줄거리를 그대로 차용하면서 시대와 배경을 미국 서부와 멕시코로 옮겼지만 그 과정에서 원작이 지니고 있던 인물 묘사, 주제 드러내기, 형식 미학 등은 증발하고 상업적 요소만 남았다는 비판이 있다.

## 같이 보기
- 석양의 건맨
- 석양의 무법자